# 山本一慶
山本 一慶（やまもと いっけい、1989年6月1日 - ）は、日本の俳優。東京都出身。身長176cm、体重55kg。血液型O型。アーティストジャパン所属。桐朋高等学校卒業。

## 経歴
2008年、CM「かづきれいこ 美しい女性（男）篇」にてデビュー。初仕事は女装だった。その後、ドラマ『ここはグリーン・ウッド 〜青春男子寮日誌〜』の栃沢弘役で俳優デビューとなる。
2012年から2014年までミュージカル『テニスの王子様』2ndシーズンにて7代目大石秀一郎役を演じた。
2015年、パワーピット株式会社（旧・サラエンタテイメント）から有限会社アーティストジャパンへ移籍。
2017年、ゲーム『戦刻ナイトブラッド』の前田利家役で声優初挑戦。
2018年、KDDI・テレビ朝日共同企画『イケメン通販騎士』に出演。
2019年、30歳の誕生日である6月1日にファースト写真集「IKKEI」をリリース。
2019年、ニコニコ動画にてニコニコチャンネル『山本一慶のホッとひといっKi』が開設。

## 人物
- デビューから数年は一慶という名前で活動していたが、後に本名の山本一慶となった。
- 趣味はサバゲー。サバゲーは俳優仲間の北村諒に誘われて始めた。好きなものはゲーム、海外ドラマや映画、ディズニーなど。
- 学生時代、中学ではバスケットボール部に所属し、高校では生徒会に所属していた。
- 甘いもの好きとしても知られており、スターバックスコーヒーでのお気に入りカスタムは「一慶カスタム」と呼ばれ親しまれている。注文方法は、ダークモカチップフラペチーノのホイップ多め、チョコチップ多め、チョコソースプラス[4][5]

## 出演

### テレビ
- 『イケメン通販騎士』（2018年1月-3月、テレビ朝日「特選ものコンシェルジュ」内コーナー）
- 『俺旅。』シーズン５（2019年1月-3月、TVK 他）

### テレビドラマ
- 『ここはグリーン・ウッド〜青春男子寮日誌〜』（2008年7月-9月、TOKYO MX 他） - 栃沢弘 役
- 『ギラギラ』（2008年、テレビ朝日） - アトラスのホスト 役
- 『BOSS 2nd SEASON』（2011年4月-6月、フジテレビ） - バーテン 役
- 『デカ 黒川鈴木』第11話（2012年3月15日、読売テレビ） - 三上健太 役
- 『特命戦隊ゴーバスターズ』Mission24（2012年8月5日、テレビ朝日） - 同級生 役
- NHK BS時代劇『雲霧仁左衛門3』第5回（2017年2月3日、BSプレミアム）
- 『ギリシャ神話　神々と人日との日々』（2020年4月6日 - 6月22日、TOKYO MX）  - テセウス 役

### テレビアニメ
- 『戦刻ナイトブラッド』（2017年10月-12月、TOKYO MX 他） - 前田利家 役[6]
- 『千銃士』（2018年7月-9月、TOKYO MX 他） - エセン 役[7]

### ゲーム
- 『戦刻ナイトブラッド』（2017年-2019年） - 前田利家 役
- 『千銃士』（2018年-2019年） - エセン 役
- 『マジェスティック☆マジョリカル』（2018年） - レース 役

### 映画
- 『テケテケ』（2009年） - 内海圭太 役
- 『リアル鬼ごっこ3』（2012年）
- 『岡野教授の千年花草譚』（2018年限定公開、2020年3月13日一般公開[8]） - 水木太郎 役[9][10]
- 『メサイア-幻夜乃刻-』（2018年） - 雛森千寿 役
- 『桃源郷ラビリンス』（2019年） - 珠臣樹里 役

### 舞台
- 毛皮のマリー（2009年、ル テアトル銀座 他） - 美女の亡霊 役
- キティ・フィルムPresent's『ソラオの世界』（2010年8月29日 - 9月5日、東京芸術劇場）
- HYBRID PROJECT Vol.4『FILM STAR』（2011年3月10日 - 11日） - 星唯一 役 ※震災により中止
- C調バトらーず（2011年4月30日、新宿永谷ホール）
- 朝倉薫演劇団『スタント』（2011年5月16日 - 22日、池袋シアターKASSAI） - 前田アキラ 役
- 裏切りは僕の名前を知っている（2011年12月21日 - 25日、博品館劇場） - 碓氷愁生 役
- ミュージカル『テニスの王子様』2ndシーズン - 青学・大石秀一郎 役
  - SEIGAKU Farewell Party（2012年10月11日 - 14日、TOKYO DOME CITY HALL）
  - 青学vs比嘉（2012年12月20日 - 2013年2月17日、日本青年館 他）
  - Dream Live 2013（2013年4月27日 - 5月5日、横浜アリーナ 他）
  - 全国大会 青学vs氷帝（2013年7月11日 - 9月29日、TOKYO DOME CITY HALL 他）
  - 青学vs四天宝寺（2013年12月19日 - 2014年3月2日、日本青年館 他）
  - 春の大運動会 2014（2014年4月26日、横浜アリーナ）
  - 全国大会 青学vs立海（2014年7月12日 - 9月28日、TOKYO DOME CITY HALL 他）
  - Dream Live 2014（2014年11月15日 - 24日、さいたまスーパーアリーナ 他）
- Zero Projectミュージカル『リズミックタウン』（2014年12月24日 - 28日、新国立劇場 小劇場） - ロック 役
- Tokyo七福神GEKIJO『TARO〜俺たちが救う!!〜』（2015年1月21日 - 25日、CBGKシブゲキ!!） - 浦島太郎 役
- ふしぎ遊戯（2015年3月19日 - 29日、品川プリンスホテル クラブeX） - 星宿 役
- 藤間勘十郎文芸シリーズ
  - 其の壱『綺譚 桜の森の満開の下』（2015年4月25日 - 5月24日、池袋あうるすぽっと 他） - 坂口安吾 役
  - 其の弐 曲亭馬琴『南総里見八犬伝』（2015年10月8日 - 18日、DDD AOYAMA CROSS THEATER） - 犬村角太郎 役
- ArtistJapanNEXT 
  - Vol.3『朱日記』（2015年6月6日 - 14日、新宿村LIVE） - 雑所先生 役
  - Vol.4『音楽劇 恐るべき子どもたち』（2015年6月26日 - 28日、亀戸文化センター カメリアホール） - 主演 ポール 役
- 旅するリーディングシリーズ 劇場で海外文学 Vol.1 ロシア『魅惑のチェーホフ』（2015年7月9日 - 12日、DDD AOYAMA CROSS THEATER） - チームA
- りぼん60周年記念公演 舞台『こどものおもちゃ』（2015年8月20日 - 30日、博品館劇場）- 相模玲 役
- ミュージカル『青春-AOHARU-鉄道』
  - ミュージカル『青春-AOHARU-鉄道』（2015年11月18日 - 23日、全労済ホール スペース・ゼロ） - りんかい線 役
  - ミュージカル『青春-AOHARU-鉄道3～延伸するは我にあり～』（2018年5月4日 - 26日、 品川プリンスホテル クラブeX 他） - りんかい線 / 山形新幹線 役
  - ミュージカル『青春-AOHARU-鉄道コンサート Rails Live 2019』（2019年10月30日 - 11月4日、舞浜アンフィシアター 他） - りんかい線 / 山形新幹線 役[11]
  - ミュージカル『青春-AOHARU-鉄道』～誰が為にのぞみは走る～（2022年8月18日 - 28日、品川プリンスホテル ステラボール） - 山形新幹線 役[12]
  - ミュージカル『青春-AOHARU-鉄道』コンサート Rails Live 2025（2025年11月22日 - 24日〈予定〉、TACHIKAWA STAGE GARDEN） - りんかい線 / 山形新幹線 役[13]
- リーディング『いちばんのおくりもの』（2015年12月18日 - 19日、DDD AOYAMA CROSS THEATER）
- リーディング『銀河鉄道の夜』（2016年1月16日 - 21日、DDD AOYAMA CROSS THEATER）- ジョバンニ / カムパネルラ 役 ※日替り
  - リーディング『銀河鉄道の夜』（2023年11月30日 - 12月3日〈予定〉、東京芸術劇場 シアターイースト） - カムパネルラ 役[14]
- 舞台『弱虫ペダル〜総北新世代、始動〜』（2016年3月4日 - 27日、TOKYO DOME CITY HALL 他）- 杉元照文 役
- ライブ・ファンタジー『FAIRY TAIL』（2016年4月30日 - 5月9日 / 7月1日 - 3日、サンシャイン劇場 / 上海 藝海劇院）- コブラ 役
- 『昆虫戦士コンチュウジャー』（2016年6月8日 - 12日、紀伊國屋ホール）- 過去の時羽奏 役
- あんさんぶるスターズ!シリーズ - 氷鷹北斗 役
  - あんさんぶるスターズ!オン・ステージ（2016年6月18日 - 26日、AiiA 2.5 Theater Tokyo）
  - あんさんぶるスターズ!オン・ステージ〜Take your marks!〜』（2017年1月5日 - 26日、AiiA 2.5 Theater Tokyo 他）
  - あんさんぶるスターズ!オン・ステージ〜To the shining future〜』（2018年1月19日 - 2月5日、梅田芸術劇場 シアター・ドラマシティ 他）
  - あんさんぶるスターズ!オン・ステージ フェスティバル』（2018年9月22日 - 27日、横浜文化体育館 他）
  - あんさんぶるスターズ!エクストラ・ステージ～Night of Blossoming Stars～』（2019年12月28日 - 2020年2月1日、日本青年館ホール 他）[15]
  - 劇団『ドラマティカ』ACT1／西遊記悠久奇譚（2021年10月23日 - 11月14日、日本青年館ホール 他） - 主演 悟空（氷鷹北斗） 役[16][17]
  - 『あんさんぶるスターズ！THE STAGE』-Track to Miracle-（2022年2月19日 - 3月13日、日本青年館ホール 他） - 主演[18]
  - 劇団『ドラマティカ』ACT2／Phantom and Invisible Resonance（2022年6月24日 - 7月14日、品川プリンスホテル ステラボール 他） - 笠舞歩（氷鷹北斗） 役[19][20]
  - 『あんさんぶるスターズ！THE STAGE』-Witness of Miracle-（2022年10月7日 - 11月6日） - 主演[21]
  - 『あんさんぶるスターズ！THE STAGE』-Party Live-（2023年3月25日・26日、ぴあアリーナMM） - 主演[22]
  - 劇団『ドラマティカ』ACT3／カラ降るワンダフル！（2023年10月17日 - 11月19日、品川プリンスホテル ステラボール 他）[23]
  - 劇団『ドラマティカ』ACT4／魔女とお菓子の家（2024年8月23日 - 9月8日、品川プリンスホテル ステラボール）[24]
- 夏の夜の夢（2016年 - 2023年） - ハーミア 役
  - 2016年（2016年7月14日 - 18日、亀戸文化センター カメリアホール）
  - 2017年（2017年8月11日 - 13日、亀戸文化センター カメリアホール）
  - 2023年（2023年4月19日 - 23日、東京芸術劇場 シアターウエスト）[25]
- 舞台『青の祓魔師』 - 勝呂竜士 役
  - 舞台『青の祓魔師 京都紅蓮篇』（2016年8月5日 - 14日、Zeppブルーシアター六本木）
  - 舞台『青の祓魔師 島根イルミナティ篇』（2017年10月20日 - 11月5日、Zeppブルーシアター六本木 他）[26]
- 怪談『夜話し』（2016年8月20日-21日、新宿文化センター）
- ミュージカル『八犬伝―東方八犬異聞― 二章』（2016年11月23日-27日、全労済ホール スペース・ゼロ） - 犬山道節 役
- びっくり箱／重役読本（2017年3月10日 - 15日、三越劇場） - 田島良司 役
- リーディング『吾輩は猫である 運命編』（2017年4月16日、スペースSF汐留）
- 舞台『ジョーカー・ゲーム』 - 甘利 役
  - 舞台『ジョーカー・ゲーム』（2017年5月4日 - 7日、Zeppブルーシアター六本木）[27]
  - 舞台『ジョーカー・ゲーム Ⅱ』（2018年6月14日 - 26日、シアター1010 他）
  - 舞台『ジョーカー・ゲームIII』（2025年11月28日・30日〈予定〉、天王洲 銀河劇場） - 回替わりゲスト[28][29]
- 舞台『警視庁抜刀課vol.1』（2017年5月26日 - 6月4日、CBGKシブゲキ!!） - 源九郎義経 役
- 黒雲峠（2017年6月9日 - 11日、亀戸文化センター カメリアホール） - 鳥居文之進 役
- 戦国活劇『サムライガンバ』（2017年7月12日 - 16日、六行会ホール） - 忠太 役
- 『メサイア』 - 雛森千寿 役
  - -悠久乃刻-（2017年8月31日 - 9月24日、天王洲 銀河劇場 他）
  - -月詠乃刻-（2018年4月14日 - 29日、シアターGロッソ 他）
  - トワイライト -黄昏の荒野-（2019年2月7日 - 3月2日、池袋サンシャイン劇場 他）
  - -黎明乃刻-（2019年9月5日 - 23日、シアターGロッソ 他）[30][31][32]
- ハムレット（2017年12月6日 - 10日、六行会ホール） - 主演 ハムレット役
- 戦刻ナイトブラッド（2018年8月16日 - 26日、天王洲 銀河劇場） - 前田利家 役
- 暁のヨナ〜緋色の宿命編〜（2018年11月15日 - 25日、EXシアター六本木） - キジャ 役
- 神ノ牙-JINGA-転生～消えるのは俺じゃない、世界だ。～（2019年1月5日 - 14日、天王洲 銀河劇場）- サーシャ 役
- 桃源郷ラビリンス（2019年4月4日 - 14日、なかのZERO 大ホール 他）- 珠臣樹里 役
- ミュージカル『憂国のモリアーティ』 - ルイス・ジェームズ・モリアーティ 役
  - ミュージカル『憂国のモリアーティ』（2019年5月10日 - 26日、天王洲 銀河劇場 他）
  - ミュージカル『憂国のモリアーティ』Op.2 -大英帝国の醜聞-（2020年7月31日 - 8月16日、天王洲 銀河劇場 他）[33]
  - ミュージカル『憂国のモリアーティ』Op.3 -ホワイトチャペルの亡霊-（2021年8月5日 - 22日、品川プリンスホテル ステラボール 他）
  - ミュージカル『憂国のモリアーティ』Op.4 -犯人は二人-（2023年1月27日 - 2月12日、新歌舞伎座 他）[34]
  - ミュージカル『憂国のモリアーティ』Op.5 -最後の事件-（2023年8月24日 - 9月10日、メルパルクホール 他）[35]
- ロンドンコメディ『Run For Your Wife』 - 主演 ジョン・スミス 役[36][37]
  - ロンドンコメディ『Run For Your Wife』（初演）（2019年7月27日 - 31日、三越劇場）
  - ロンドンコメディ『Run For Your Wife』（再演）（2020年12月16日 - 2021年1月17日、六行会ホール）
  - ロンドンコメディ『Run For Your Wife』（再演）（2023年7月12日 - 2023年7月19日、あうるすぽっと）[38]
- 蘇州夜曲（2019年11月17日 - 24日、紀伊国屋ホール） - 主演 氷村玲司 役[39]
- 盾の勇者の成り上がり（2020年3月 - 4月の本公演は新型コロナウィルス感染症の影響で延期。同年9月ゲネプロの映像ソフト化のみ） - 北村元康 役
- 『Charles Cheese Cake＆山本一慶 Presents コスチュームと物語の世界』
  - 『Charles Cheese Cake＆山本一慶 Presents コスチュームと物語の世界　VOL.1』（2020年2月5日、浜離宮朝日ホール）
  - 『Charles Cheese Cake＆山本一慶 Presents コスチュームと物語の世界　VOL.2』（2020年9月12日、浜離宮朝日ホール）
  - 『Charles Cheese Cake＆山本一慶 Presents コスチュームと物語の世界　VOL.3』（2021年2月6日、北とぴあ つつじホール）
  - 『Charles Cheese Cake＆山本一慶 Presents コスチュームと物語の世界　総集編』（2021年2月11日、滝野川会館）
- 富豪刑事 Balance:UNLIMITED The STAGE（2020年10月2日 - 11日、品川プリンスホテル クラブeX）- 守山秋文 役
- 朗読劇『さらば黒き武士』（2020年10月24日・31日、メイシアター 中ホール 他） - 森蘭丸 役[40]
- 血界戦線 Beat Goes On（2020年11月20日 - 12月6日、天王洲 銀河劇場 他） - 堕落王フェムト 役[41]
- ミュージカル・コメディ『ラヴ』（2021年3月24日 - 28日、六行会ホール）- ミルト 役[42]
- ロックミュージカル『MARS RED』（2021年6月24日 - 7月1日、天王洲 銀河劇場）- ナンバ 役[43][44]
- 朗読劇『IKKEI presents Science Fictionの世界』（2021年9月2日・3日、深川江戸資料館）[45]
- 音楽劇『星の王子さま』（2022年4月28日 - 5月15日、あましんアルカイックホール 他） - 飛行士 役[46]
- ミュージカル『ウインドボーイズ！』（2022年12月22日 - 27日、シアター1010）- 兼古宗州 役[47]
- Japan Musical Festival 2022 Winter Season（2022年12月28日、Bunkamura オーチャードホール）[48]
- 舞台『吸血鬼すぐ死ぬ』（2023年6月上演予定）- ドラルク 役
- ロマンティックコメディ『さよなら、チャーリー』（2024年2月16日 - 25日、池袋あうるすぽっと） - 主演 ジョージ・トレイシー 役[49][50]
- 『ROCK MUSICAL BLEACH』 - 朽木白哉 役
  - 〜Arrancar the Beginning〜（2024年5月12日 - 6月2日、天王洲 銀河劇場 他）[51]
  - 〜Arrancar the Final〜（2025年2月8日 - 3月9日、天王洲 銀河劇場 他）[52]
- 『ワールドトリガー the Stage』ガロプラ迎撃編（2024年10月25日 - 11月24日、シアターH 他） - ヒュース 役[53]
  - 『ワールドトリガー the Stage』B級ランク戦最終決戦編（2025年4月12日 - 5月11日、日本青年館ホール 他）[54]
- 舞台タメ劇 vol.1『タイムカプセル Bye Bye Days』（2025年1月15日、紀伊國屋ホール） - はるちん（春田里志） 役（回替わりゲスト）[55][56]
- 舞台『日本三國』（2025年7月25日 - 8月3日、シアターH） - 菅生強 役[57]
- ルネサンス音楽劇『ハムレット』（2025年9月3日 - 9日、新国立劇場 / 9月13日 - 15日、先斗町歌舞練場） - ホレイショー 役[58]
- ミュージカル『PandoraHearts』（2025年11月7日 - 16日〈予定〉、シアターH） - ザークシーズ＝ブレイク 役[59]
- 楽劇『フィガロ』（2026年1月8日 - 18日〈予定〉、東京芸術劇場 シアターウエスト） - アルマヴィーヴァ伯爵 役[60]

### CM
- かづきれいこ 美しい女性（男）篇（2008年）
- スマホアプリゲーム「コード：ドラゴンブラッド」悪夢の始まり篇（2020年）[61]
- スマホアプリゲーム「コード：ドラゴンブラッド」楽しい悪夢篇（2020年）[62]

### ラジオ
- オーディオシアターVOICES 『夢を買う』（2017年1月 - 2月、Kiss FM KOBE） - 山本一慶 役

### WEB
- ハンラ男子TV『@TV（旧あっ!とおどろく放送局）』（2012年1月13日（第2回目） - 8月29日）
- スマートボーイズ
  - 『スマチャレ!!第1回 黒羽麻璃央VS山本一慶』（2015年2月13日 - 5月1日配信）
  - スマ恋シリーズ第3弾『夏空の君と』（2017年1月6日 - 2月24日配信） - 主演 久保田時生 役
  - 『東京スマートさんぽ 神楽坂編』（2017年4月7日 - 5月26日配信）
  - 『探偵がうつる』- 外科医・日暮三太郎 役[63]
- ニコニコチャンネル『山本一慶のホッとひといっKi』（2019年3月14日-）

### 書籍、DVD
- 「半裸男子」（2009年12月発売、徳間書店）
- 「舞台男子 the document」（2017年4月発売、KADOKAWA）
- ファースト写真集「IKKEI」（2019年6月発売、幻冬舎コミックス）[64][65][66][67][68]

## 作品

### 演出、脚本
- 『Charles Cheese Cake＆山本一慶 Presents コスチュームと物語の世界』
  - 『Charles Cheese Cake＆山本一慶 Presents コスチュームと物語の世界　VOL.1』（2020年2月5日、浜離宮朝日ホール） - 脚本・演出
  - 『Charles Cheese Cake＆山本一慶 Presents コスチュームと物語の世界　VOL.2』（2020年9月12日、浜離宮朝日ホール） - 脚本・演出
  - 『Charles Cheese Cake＆山本一慶 Presents コスチュームと物語の世界　VOL.3』（2021年2月6日、北とぴあ つつじホール） - 脚本・演出[69]
  - 『Charles Cheese Cake＆山本一慶 Presents コスチュームと物語の世界　総集編』（2021年2月11日、滝野川会館） - 脚本・演出[70]

- ラブ・コメディ『夏の夜の夢』
  - ラブ・コメディ『夏の夜の夢』（2021年5月19日 - 6月5日、六行会ホール 他 ※公演延期[71]）- 演出[72]
  - ラブ・コメディ『夏の夜の夢』（2021年12月18日 - 26日、名古屋芸術創造センター 他 ※振替公演[71]） - 演出[73]
- 朗読劇『IKKEI presents Science Fictionの世界』（2021年9月2日 - 3日、深川江戸資料館） - 脚本・演出
- HIGH CARD the STAGE - CRACK A HAND（2024年1月19日 - 29日、シアター1010） - 演出[74]